# Rainer Springhorn
Rainer Springhorn ( 23 de septiembre de 1948, Düsseldorf) es un paleontólogo alemán, notable por su trabajo en el campo de la mastología. En el año 1976 fue uno de los ganadores del Goedecke-Forschungspreis, un premio a la investigación que entrega la empresa farmacéutica Gödecke, actualmente conocida con el nombre de Pfizer.
Entre otros, describió los siguientes géneros y especies:
- Paroodectes feisti (1980)
- Proviverra edingeri (1982)

## Algunas publicaciones
- rainer Springhorn. 1989. Lippisches Landesmuseum Detmold. Ed. Westermann, 130 pp.

- hermann Niebuhr, rainer Springhorn. 1988. Bad Salzuflen: Beiträge aus Geschichte und Naturkunde (ad Salzuflen: Aportes de la Historia y de Historia Natural). Ed. Selbstverlag des Naturwissenschaftlichen und Historischen Vereins für das Land Lippe, 188 pp. ISBN 3924481032, ISBN 9783924481032

- rainer Springhorn. 1979. Leben vor 50 Millionen Jahren: Fossilien der Grube Messel ; Sammlung Feist ; Sonderausstellung des Lippischen Landesmuseum Detmold 8 November bis 20 Januar 1979/80 (Vida 50 millones de años: fósiles de Messel; Colección Feist; Exposición especial de Lippe Detmold 8 noviembre-20 enero 1979-80). Ed. Lippisches Landesmuseum, 	10 pp.